# 雅樹里
雅 樹里（みやび じゅり、3月22日 - ）は、日本の漫画家。女性。サークル皐月堂主催。

## 略歴
主にゲーム系同人誌で活動していたが2002年頃から、『Piaキャロットへようこそ!!』などのアンソロジーコミックに参加。『月刊電撃コミックガオ!』（メディアワークス / 現：アスキー・メディアワークス、休刊後は『月刊コミック電撃大王』へ移行）2005年4月号より『ef - a fairy tale of the two.』（原作：minori、御影、鏡遊）を連載中であったが、度々の体調不良を理由に休載が頻発し、その後の掲載は見られなくなった。2010年以降の執筆活動は確認できない。『月刊コミック電撃大王』の連載作品紹介からも紹介が消えたことから連載は中断、もしくは打ち切りと見られていたが、同紙2015年1月号から３月号をもって終了した。

## 作品リスト

### 連載作品
- ef - a fairy tale of the two.（月刊電撃コミックガオ!→月刊コミック電撃大王、2008年4月号 - 2015年3月号）

### 読み切り
- 月刊電撃コミックガオ! 2004年1月号（メディアワークス、2004年11月）
- ペンギンクラブ山賊版（辰巳出版、2004年12月）

### アンソロジー
- Piaキャロットへようこそ!! アンソロジー 2（ラポート、2002年6月）
- うたわれるもの（ラポート、2002年8月）
- Piaキャロットへようこそ!! アンソロジー 3（ラポート、2002年9月）
- テイルズ オブ デスティニー2 アンソロジー（エンターブレイン、2003年11月）
- Ever17 アンソロジー（ジャイブ、2003年11月）
- アンソロジー 痴漢に注意!（桜桃書房、2003年12月）別名義での参加
- アンソロジー 生だし 超淫母（桜桃書房、2004年3月）別名義での参加
- 式神の城2アンソロジー（エンターブレイン、2004年4月）
- SHUFFLE! アンソロジー（宙出版、2004年9月）
- サモンナイト クラフトソード物語2 アンソロジー（双葉社、2004年11月）
- ゼノサーガ2善悪の彼岸 ビジュアルアンソロジー（宙出版、2004年12月）
- ToHeart2 アンソロジー（ジャイブ / ブロッコリー、2005年4月）

### その他
- D-Summit2 チラシイラスト（2003年1月）
- 月姫キャラコレ・シエル編　花より華麗（宙出版、2003年11月）
- 電撃姫 2005年3月号（メディアワークス、2005年1月）
- 電撃姫 2005年7月号（メディアワークス、2005年5月）
- 魔女っ娘ア・ラ・モードII　公式ファンブック（オークス、2005年11月）